# Company of Heroes 3
Company of Heroes 3 — компьютерная игра в жанре стратегии в реальном времени. Разработчиком игры, как и двух предыдущих частей, является компания Relic Entertainment. Была анонсирована в июле 2021 года. Первоначально игра должна была выйти 17 ноября 2022 года, но позже её выход был отложен на 23 февраля 2023 года.

## Игровой процесс
Игровой процесс аналогичен двум предыдущим играм серии. Сюжет игры построен на противостоянии «союзников» и стран «оси» в Северной Африке и Италии.
В числе нововведений — возможность поставить игру на «паузу» (англ. Tactical Pause system), что позволит игрокам остановить бой и «выстроить очередь» необходимых команд, после чего возобновить бой. Также в игре появится улучшенная система разрушений, позволяющая, к примеру, отваливаться отдельным кирпичам у зданий.

## Разработка
Игра была официально анонсирована в июле 2021 года.
Представители компании разработчика советовались с сообществом игроков по поводу механики новой игры, а также по выбору места действия основного сюжета. Рассматривались два основных варианта: средиземноморский и тихоокеанский театры военных действий. В результате «со счётом 10:0 победил средиземноморский театр». Вскоре после анонса стала доступна альфа-версия игры.

## Отзывы
| Сводный рейтинг       | Сводный рейтинг                   |
| Агрегатор             | Оценка                            |
| --------------------- | --------------------------------- |
| Metacritic            | 81/100 70/100 (PS5) 79/100 (XBXS) |
| OpenCritic            | 78/100                            |
| Иноязычные издания    |                                   |
| Издание               | Оценка                            |
| 4Players              | 8/10                              |
| Edge                  | 8/10                              |
| Eurogamer             | «Рекомендовано»                   |
| GameStar              | 90/100                            |
| Hardcore Gamer        | 4/5                               |
| IGN                   | 6/10                              |
| NME                   | [ 20 ]                            |
| PCGamesN              | 7/10                              |
| PC Gamer (US)         | 82/100                            |
| Push Square           | 7/10                              |
| Shacknews             | 8/10                              |
| Русскоязычные издания |                                   |
| Издание               | Оценка                            |
| StopGame.ru           | «Проходняк»                       |

Company of Heroes 3 получила в целом положительные отзывы.
Издание PC Gamer отметило, что итальянская кампания была «беспорядочной»: «ИИ не отличался агрессивностью, а реализация субкомандиров была запутанной». В PCGamesN считают, что, хотя в игровом процессе не было инноваций, он соответствовал предыдущим частям: «Основные сюжетные миссии не вносят много инноваций в то, что Company of Heroes 2 создала почти десять лет назад, но они приносят чертовски много веселья». Журнал Eurogamer похвалил возможность «всё разнести в пух и прах».
IGN понравились некоторые моменты итальянской компании, но он раскритиковал общий опыт от игры. В Polygon похвалил новую систему активной паузы, заявив, что «она делает игру гораздо более доступной».